# Sven Askeberg
Sven Henry Jonatan Askeberg, född den 24 april 1908 i Åkers församling, Jönköpings län, död den 7 april 1996 i Djursholm, Danderyds församling, Stockholms län, var en svensk pedagog och ämbetsman. Han var bror till Fritz Askeberg.
Askeberg avlade folkskollärarexamen 1931, filosofie licentiatexamen 1944 och filosofie doktorsexamen 1976. Han var amanuens vid Uppsala universitets psykologiska laboratorium 1940–1945 och pedagogisk föreståndare för August Abrahamsons stiftelse på Nääs 1947–1949. Askeberg var byråchef i Överstyrelsen för yrkesutbildning 1949–1964 och blev skolinspektör vid länsskolnämnden i Jönköpings län 1964. Han var tjänstledig från 1958 för uppdrag som expert och sekreterare i statliga utredningar och blev sakkunnig i Utbildningsdepartementet 1969. Askeberg blev riddare av Nordstjärneorden 1954. Han vilar i minneslund på Djursholms begravningsplats.